# هسته بالشتکی
هستهٔ بالشتکی (انگلیسی: Pulvinar nuclei) یا بالشتک بخشی از مغز است که در پشت تالاموس قرار دارد و یکی از بزرگ‌ترین بخش‌های آن به‌شمار می‌رود، به‌ویژه در انسان. این ناحیه مانند یک مرکز ارتباطی عمل می‌کند و اطلاعات را بین بخش‌های مختلف مغز، به‌ویژه نواحی بینایی و توجه، جابه‌جا و هماهنگ می‌کند. 
بالشتک در پردازش بینایی نقش دارد، به‌ویژه در هدایت توجه به چیزهایی که در میدان دید ما ظاهر می‌شوند، و در حرکت چشم‌ها، به‌خصوص در حرکات سریع و جهشی مانند نگاه ناگهانی به یک سو، دخالت دارد. همچنین در هماهنگ‌سازی اطلاعات حسی از چند منبع مختلف، مانند دیدن و شنیدن هم‌زمان، مشارکت می‌کند و در تنظیم توجه، تمرکز و فیلتر کردن اطلاعات غیرضروری نقش دارد. به‌طور کلی، بالشتک مانند یک پالایهٔ و هماهنگ‌کنندهٔ مرکزی عمل می‌کند که به مغز کمک می‌کند بداند به چه چیزهایی نگاه کند، چگونه آن‌ها را دنبال کند و کدام اطلاعات را مهم‌تر بداند.
هسته‌های ناحیهٔ بالشتک، هسته‌هایی از جسم سلولی نورون‌ها هستند که در تالاموس (بخشی از مغز مهره‌داران) قرار دارند. این مجموعه با عنوان بالشتک تالاموس (pulvinar thalami) شناخته می‌شود که معمولاً به‌صورت ساده فقط «بالشتک» نامیده می‌شود.
بالشتک در جوندگان و گوشت‌خواران معمولاً به‌عنوان بخشی از «هسته‌های جانبی تالاموس» دسته‌بندی می‌شود، در حالی‌که در نخستی‌ها، یک مجموعهٔ مستقل تلقی می‌گردد.
بالشتک نقش یک هستهٔ ارتباطی را ایفا می‌کند که به‌همراه هستهٔ پشتی‌میانی با لوب‌های آهیانه‌ای، پس‌سری و گیجگاهی ارتباط دارد، هرچند کارکرد دقیق آن هنوز تا حد زیادی ناشناخته است. هیچ نشانگان مشخص یا نارسایی حسی قابل‌توجهی را نمی‌توان مستقیماً با این هسته‌ها مرتبط دانست.

## ساختار
بر اساس قرارداد، بالشتک به چهار هسته تقسیم می‌شود:
| شناسهٔ الفبایی تی‌اِی | نام تی‌ای                     | ترجمهٔ فارسی        |
| ------------------ | ---------------------------- | ------------------ |
| A14.1.08.611       | nucleus pulvinaris anterior  | هسته بالشتکی پیشین |
| A14.1.08.612       | nucleus pulvinaris inferior  | هسته بالشتکی زیرین |
| A14.1.08.613       | nucleus pulvinaris lateralis | هسته بالشتکی جانبی |
| A14.1.08.614       | nucleus pulvinaris medialis  | هسته بالشتکی میانی |

جزئیات ارتباطات آن‌ها به شرح زیر است:
- هسته‌های «جانبی» و «زیرین» بالشتکی با نواحی ابتدایی قشر بینایی ارتباط گسترده دارند.
- بخش پشتی هستهٔ «جانبی» بیشتر با قشر لوب آهیانه‌ای و نواحی قشری مربوط به فرضیه مسیر دوگانه بینایی و شنوایی در ارتباط است.
- هستهٔ «میانی» بالشتکی با قشر کمربندی، لوب آهیانه‌ای، نواحی پیش‌حرکتی و قشر پیش‌پیشانی در ارتباط گسترده است.[۴]
- بالشتک همچنین از کولیکولوس فوقانی به بخش‌های «زیرین»، «جانبی» و «میانی» خود ورودی دریافت می‌کند، که به‌نظر می‌رسد در آغاز و جبران حرکت جهشی چشم اهمیت دارد،[۵][۶] و همچنین در تنظیم توجه بینایی نقش دارد.[۷][۸]

## اهمیت بالینی
هیچ نشانگان مشخص یا نارسایی حسی آشکاری را نمی‌توان مستقیماً به بالشتک نسبت داد. آسیب به بالشتک می‌تواند منجر به غفلت یک‌سویه و اختلال کم‌توجهی-بیش‌فعالی در بزرگسالان شود. افزون بر این، آسیب‌های وارده در دوران اولیهٔ زندگی می‌توانند بر رفتارهای بینایی‌حرکتی مانند «دست دراز کردن» و «چنگ زدن» اثر بگذارند. همچنین، نشان داده شده که بالشتک نقش مهمی در حفظ بینایی در پسری ایفا کرده که در هنگام تولد، قشر بینایی اصلی خود را در هر دو نیم‌کره از دست داده بود، و نیز در دیگر انواع «بینایی کور» در میمون‌ها و انسان‌ها مؤثر بوده است. سکته‌هایی که ناحیهٔ بالشتک را درگیر می‌کنند، در ایجاد درد مزمن نیز مؤثر شناخته شده‌اند. در یک گزارش موردی از نورگریزی (فتوفوبی) ناشی از نور آبی، هسته‌های بالشتکی مرتبط با مسیر بینایی شامل سیاه‌اپسین در سلول‌های گانگلیونی ذاتاً حساس به نور شبکیه به‌صورت دوطرفه فعال شده بودند.

## سایر جانوران
اهمیت بالشتک در گونه‌های مختلف جانوری متفاوت است: این ساختار در خرموش تقریباً وجود ندارد، و به‌دلیل اندازهٔ بسیار کوچک آن در گربه‌ها، به‌همراه هستهٔ پشتی جانبی تالاموس در قالب مجموعه‌ای به‌نام «کمپلکس پشتی جانبی–بالشتکی» دسته‌بندی می‌شود. در انسان، بالشتک حدود ۴۰٪ از حجم تالاموس را تشکیل می‌دهد و بزرگ‌ترین هستهٔ آن به‌شمار می‌رود.
پژوهش‌های قابل‌توجهی بر روی مارموست انجام شده است تا نقش ناحیهٔ گیرندهٔ شبکیه‌ای (retinorecipient) در بخش میانی بالشتک زیرین را بررسی کند. این ناحیه به ناحیهٔ قشری بینایی MT پیام می‌فرستد و در رشد زودهنگام ناحیهٔ MT و جریان پشتی بینایی، و همچنین پس از آسیب‌های دوران کودکی به قشر بینایی اولیه (V1)، نقش دارد.